# USTA Billie Jean King National Tennis Center
O USTA Billie Jean King National Tennis Center é localizado em Flushing Meadows-Corona Park, no Queens em Nova York e tem sido a sede do US Open, torneio de tênis que faz parte do Grand Slam, que é realizado todo ano em agosto e setembro. 

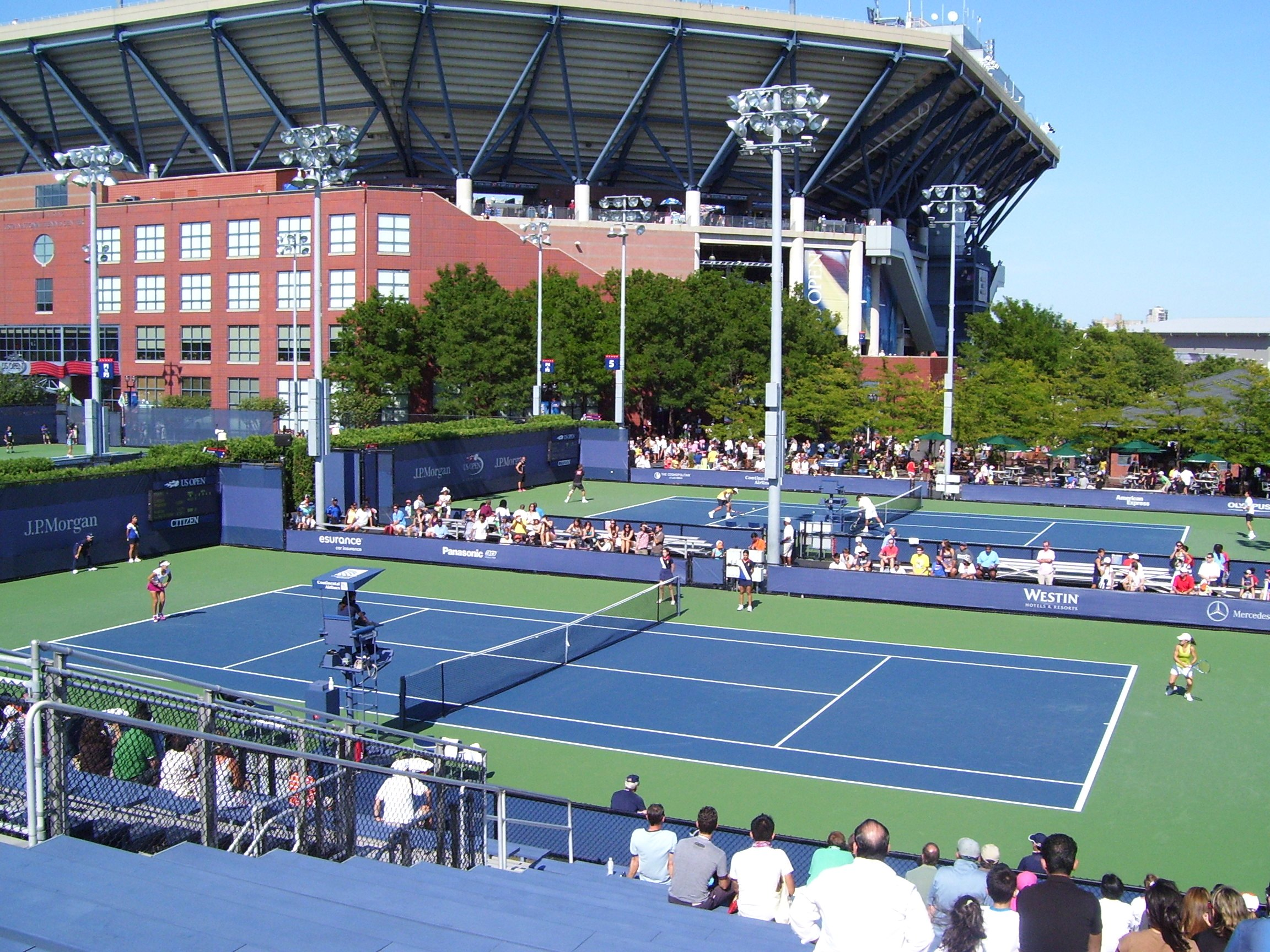
Algumas das quadras secundárias, com o Ashe Stadium ao fundo

Os três estádios do complexo estão entre os maiores locais esportivos de tênis do mundo, com o Arthur Ashe Stadium sendo o maior da lista global com uma capacidade de 23.200 pessoas.

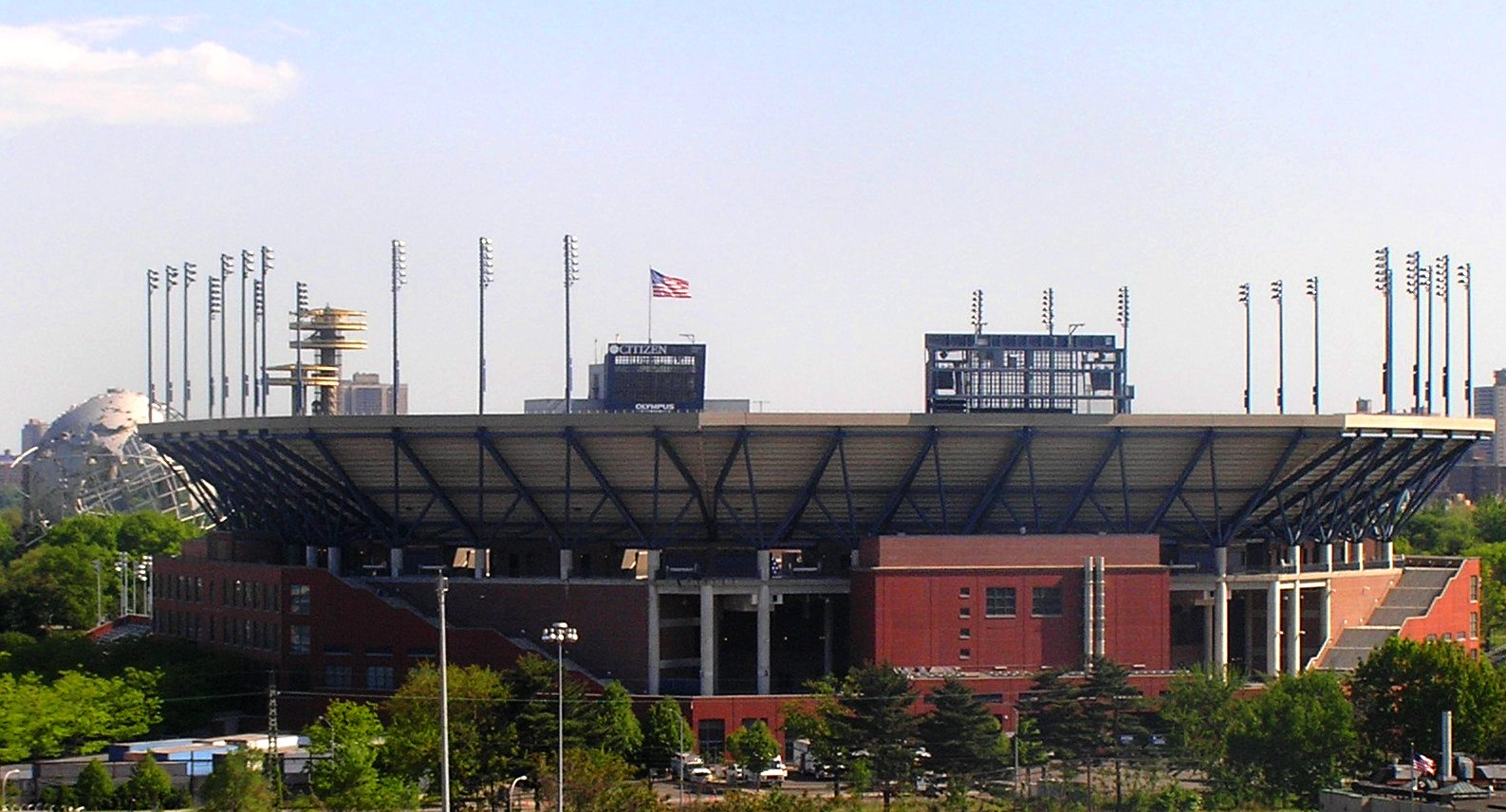
Estádio Arthur Ashe, com a Unisphere ao fundo.

Quando a instalação foi construída em 1978, todas as 33 quadras usavam a superfície acrílica almofadada  DecoTurf, assim como a quadra 17, adicionada em 2011. No entanto, em 2020, as superfícies das quadras foram substituídas por  Laykold.